# Amplifikacja (retoryka)
Amplifikacja lub powiększenie (stgr. αὔξησις, łac. amplificatio), niekiedy wyolbrzymienie, poszerzenie lub rozszerzenie – środek stylistyczny poszerzający ilościowo lub jakościowo wypowiedź w celu powiększenia lub pomniejszenia faktów, osób lub pojęć. Teorią amplifikacji zajmuje się retoryka.
Amplifikacja występuje w dwóch wariantach – ilościowym i jakościowym. Wariant ilościowy nazywany jest amplifikacją horyzontalną, natomiast wariant jakościowy – amplifikacją wertykalną. Amplifikacja horyzontalna (dilatatio) polega na wydłużeniu istniejących zdań oraz dodaniu do tekstu nowych zdań w taki sposób, aby zwiększyć objętość wypowiedzi i uzyskać pożądany – z punktu widzenia celu wypowiedzi – efekt końcowy. Amplifikacja wertykalna jest techniką polegającą na dodaniu do tekstu różnych tropów i figur retorycznych w taki sposób, że powoduje to zmianę relacji między faktami, osobami lub pojęciami, będącymi przedmiotem wypowiedzi. Rozszerzenie w amplifikacji wertykalnej polega na dodaniu zróżnicowanych szczegółów, poprzez zastosowanie któregoś z czterech sposobów (genera): uwypuklenia (incrementum), kumulacji (congeries), porównania (comparatio) lub domniemania (ractocinatio).
Amplifikacja występuje w dwóch formach – powiększania lub pomniejszania. Powiększeniu lub pomniejszeniu podlegają fakty, osoby oraz pojęcia będące przedmiotem wypowiedzi. Dzięki użyciu amplifikacji zarówno fakty, jak osoby oraz pojęcia, przedstawiane są podczas wypowiedzi w sposób zniekształcony, odbiegający od rzeczywistych proporcji – stosownie do celu wypowiedzi.
Amplifikację stosuje się we wszystkich częściach wypowiedzi, także we wstępie i zakończeniu, jednakże najbardziej użyteczna jest podczas narracji, argumentacji i refutacji. O ile podczas narracji i argumentacji powiększa się przede wszystkim fakty, osoby i pojęcia potwierdzające udowadnianą tezę, to podczas refutacji pomniejsza się fakty, osoby i pojęcia zastosowane przez stronę przeciwną – w taki sposób, aby osłabić jej wiarygodność i twierdzenia.

## Historia
Twórcą teorii amplifikacji był w IV wieku przed Chrystusem Arystoteles. Podstawy tej teorii wyłożył w traktacie Retoryka. Zdefiniował on amplifikację jako rozszerzenie wypowiedzi, określił jej cele i sposoby zastosowania. Rozważania Arystotelesa rozwinął Cyceron. Uchodził on za mówcę i pisarza, który najlepiej umiał wykorzystać teoretyczne założenia w działalności publicznej i literackiej. Cycerońska teoria amplifikacji została rozproszona w różnych pracach tego autora, przede wszystkim w O inwencji, O mówcy, Brutusie, Mówcy, O najlepszym rodzaju mówców oraz Podziałach retorycznych, napisanych w I wieku przed Chrystusem. Zadania zebrania tej teorii w całość, usystematyzowania jej i jasnego wyłożenia podjął się w drugiej połowie I wieku po Chrystusie Kwintylian. Odpowiednie rozdziały w jego Kształceniu mówcy przez wieki były uważane za podstawowy podręcznik poświęcony teorii amplifikacji. W III wieku grecki retor Kasjusz Longinus, w dziele O wzniosłości, zdefiniował amplifikację jako nagromadzenie wszystkich drobnych spraw i ubocznych kwestii, związanych z przedmiotem wypowiedzi, które dodają treści i siły argumentowi.
Za twórcę nowożytnej teorii amplifikacji uważany jest Erazm z Rotterdamu. W traktacie De duplici copia verborum ac rerum z 1512 roku, Erazm opisał, przeanalizował i usystematyzował wiele technik amplifikacyjnych, opierając się głównie na rozważaniach Kwintyliana. Jako przykład, Erazm podał w swoim dziele 147 wariantów rozszerzenia zdania Twój list bardzo mnie ucieszył. W następnych wiekach praca Erazma była wielokrotnie wydawana oraz komentowana w całej Europie. Przyczyniła się w ten sposób do rozwoju współcześnie obowiązujących teorii i praktyk amplifikacyjnych.
W XX wieku, od powszechnie przyjmowanych koncepcji Kwintyliana i Erazma odszedł Kenneth Burke. W pracy A Rhetoric of Motives z 1950 roku uznał on amplifikację za najbardziej skupiony na szczególe środek stylistyczny wykorzystywany w wypowiedziach. Burke zdefiniował amplifikację jako rozszerzenie, wyjaśnienie i powiedzenie czegoś na różne sposoby, w celu zwiększenia perswazji przez prostą kumulację. Wykazał też, że autorzy stosujący amplifikacje czerpią inspirację głównie z poezji. Z poezją łączy amplifikację – zdaniem Burke’a – sposób stopniowego wykorzystywania tematu w różnych jego aspektach oraz nawracanie do myśli przewodniej, czyli refrenu.
W historii pojawiała się niejednokrotnie teza, że amplifikacja jest najważniejszym ze wszystkich środków stylistycznych, które używane są podczas wypowiedzi. Pogląd ten stał się dominujący w teorii retoryki od końca XX wieku, po ukazaniu się w 1970 roku monografii Language is sermonic: R. M. Weaver on the nature of rhetoric, która była pośmiertnie wydanym zbiorem analiz Richarda Weavera. Weaver zdefiniował amplifikację jako emfazę, która wykorzystuje moc języka, aby wyolbrzymić najbardziej naglącą – zdaniem autora wypowiedzi – kwestię. Według Weaver’a amplifikacja stała się w XX wieku podstawowym środkiem używanym w debacie publicznej, zwłaszcza propagandzie i PR.

## Cel amplifikacji
Zgodnie z zasadami retoryki, autor wypowiedzi – wyrażając stanowisko, pogląd czy opinię – dąży do przekonania odbiorców, czyli przyjęcia przez nich głoszonej przez niego tezy. Wypowiedź nie powinna jednak pomijać faktów, osób czy pojęć, które mogą tej tezie przeczyć. Tego typu błędnie skonstruowana wypowiedź naraża bowiem autora na zarzut kłamstwa, powoduje obniżenie wiarygodności i prowadzi do łatwego odrzucenia dowodzonych twierdzeń przez stronę przeciwną. Dlatego autor winien przytoczyć w wypowiedzi fakty, osoby czy pojęcia dla niego niewygodne, ale wyraźnie oddzielając je od faktów, osób lub pojęć sprzyjających jego twierdzeniom – stosując w tym celu techniki amplifikacyjne.
Amplifikacja jest więc z definicji techniką stronniczą, której odpowiednie zastosowanie jest funkcją celu wypowiedzi. Według Tacyta: powiększając i przeciwnie zmniejszając rzecz, wszystkiego mówca dokazać może.

## Amplifikacja horyzontalna

### Emfaza
Podstawowym sposobem amplifikowania jest rozszerzenie objętości i liczby zdań w tym fragmencie tekstu, który autor uważa za najważniejszy z punktu widzenia celu wypowiedzi. Taki sposób amplifikacji zwany jest w teorii retoryki emfazą (emphasis). W emfazie zniekształcone zostają proporcje ilościowe pomiędzy poszczególnymi elementami wypowiedzi. Poprzez wyraźne wydłużenie jednego elementu, autor kieruje uwagę odbiorców na korzystne dla niego fakty, osoby i sprawy.
Chociaż emfazę stosuje się najczęściej podczas argumentacji, może występować ona także w innych częściach wypowiedzi. W podręcznikach podawano anegdotyczny przykład oskarżonej prostytutki Fryne, która uzyskała w sądzie przychylny dla siebie wyrok poprzez ograniczenie wypowiedzi wyłącznie do wstępnej emfazy – Fryne pożaliła się na nieszczęścia, których doświadcza z powodu swojej urody, a potem obnażyła przed sędziami swoje piersi. Emfaza przyjmuje też niekiedy formę powtarzających się identycznych lub podobnych zdań, przypominających poetycki refren, występujących w całym tekście. W podręcznikach przytaczano legendarny przykład wypowiedzi Katona Starszego, w które ten zawsze wplatał wezwania do zburzenia Kartaginy.

### Amplifikowanie kwestii ogólnej do szczegółowej
Jednym z najczęściej stosowanych sposobów poszerzania jest pogłębianie ogólnego tła wypowiedzi, której właściwy przedmiot dotyczy jednego, konkretnego problemu. Zjawisko to nazywane jest w retoryce amplifikowaniem kwestii ogólnej (questio infinita) do kwestii szczegółowej (questio finita). Stosowane takiej formy amplifikacji zalecał Cyceron: Najbardziej ozdobnymi pozostają te mowy, w których błądzimy myślą po możliwie najszerszym kręgu, zwracając się od osobistej, pojedynczej kwestii ku – domagającej się objaśnienia – ogólnej istocie rodzaju sprawy.
Za przykład wzorcowej amplifikacji w tej formie uchodzi fragment mowy W obronie poety Archiasza (Pro Archia) Cycerona. Broniąc prawa greckiego poety do posiadania rzymskiego obywatelstwa Cyceron dowodził, że przysługuje ono Archiaszowi nie tylko z mocy prawa i, ale także w nagrodę za jego zasługi. Aby wzmocnić to drugie twierdzenie, Cyceron wprowadził do mowy amplifikację, w której uwypuklił rolę literatury w życiu każdego człowieka: Wszelkie inne przyjemności odpowiednie są tylko w pewnym czasie, wieku i miejscu. Studia literackie zaś w młodości wychowują, na starość dają wytchnienie, w powodzeniu podnoszą, w przeciwnościach stanowią ucieczkę i pociechę, w domu zabawiają, poza domem nie stają na zawadzie, towarzyszą nam w nocy, w pobycie na wsi. Gdybyśmy więc nawet sami nie mogli ich uprawiać, ani poznawać ich wartości, musielibyśmy podziwiać je chociażby u innych.

### Rozwlekłość
Przy zastosowaniu amplifikacji horyzontalnej zalecana jest ostrożność, gdyż może on stać się zarówno wadą, jak i zaletą wypowiedzi. Wadą jest, gdy nudzi odbiorców, natomiast zaletą, gdy rozgęszcza trudny i niejasny tekst. Niewłaściwe zastosowanie amplifikacji horyzontalnej prowadzi do zjawiska zwanego rozwlekłością, które uważane jest za poważną wadę wypowiedzi.
Gdy niezbędne jest – z punktu widzenia celu wypowiedzi – wprowadzenie długiej amplifikacji, przed rozwlekłością chroni zastosowanie odpowiednich tropów i figur retorycznych. Za najodpowiedniejszą w tym przypadku uważana jest figura retoryczna zwana hipotypozą, która polega na przedstawieniu faktów, osób lub pojęć za pomocą krótkich zdań lub równoważników zdań, tak aby odbiorcy czuli się niemal świadkami wydarzeń. Przykładem jest amplifikacja wprowadzona przez Jana Pawła II w mowie na sześćsetlecie Wydziału Teologicznego Uniwersytetu Jagiellońskiego, w której poprzez stopniowanie merytoryczne papież uwypuklił pojęcie „Alma Mater” do „matki składającej ofiarę”: Chcę przypomnieć dzień 6 listopada 1939 roku. Byłem wtedy studentem polonistyki. Oczywiście, była już wojna. Jeszcze tego samego dnia znalazłem się na Gołębiej, to znaczy w naszym zakładzie. Jeszcze rozmawiałem z profesorami – z profesorem Nitschem – którzy spieszyli na spotkanie zarządzone przez władze okupacyjne. Z tego spotkania już nie wyszli. Nie wrócili do domów. Zostali wywiezieni do Sachsenhausen. Takich kart w dziejach Uniwersytetu było na pewno więcej. I nie tylko Uniwersytetu krakowskiego, innych również. Ale są to karty, które sprawiają, że nasza Alma Mater potwierdza się jako mater. Mater, która cierpi, która składa ofiarę. Wspominam tych moich profesorów. Tych zmarłych, tych z obozu. Tych, którzy wrócili, a potem niedługo zmarli. I modlę się za ich życie w Bogu. Bo ostatecznie każda matka chce temu służyć, ażeby spełniło się powołanie każdego człowieka, którym jest powołanie w Bogu.

## Amplifikacja wertykalna

### Uwypuklenie

#### Zastosowanie uwypuklenia
Uwypuklenie (incrementum) to amplifikacja polegająca na rozbudowaniu w opisie językowym danego faktu, osoby lub pojęcia. Dlatego dla zastosowania uwypuklenia niezbędna jest wiedza dotycząca gramatycznego i merytorycznego stopniowania (gradacji) słów oraz bliskości konceptualnej odpowiednich synonimów. Jednym z najbardziej znanych, a zarazem najkrótszych przykładów uwypuklenia jest „Veni, vidi, vici” Cezara. Dlatego podczas uwypuklenia właściwego najczęściej stosuje się dwie figury retoryczne – gradację oraz klimaks. W pierwszej z tych figur słowa są uszeregowane jedynie według ich intensywności znaczeniowej, w drugiej także według podobieństwa początków i końcówek poszczególnych wyrazów.
Uwypuklenie składa się z dwóch etapów – uwypuklenia przygotowawczego oraz uwypuklenia właściwego, które stosuje się w tej kolejności.

#### Uwypuklenie przygotowawcze
Uwypuklenie przygotowawcze polega na wstępnym, stronniczym wyborze synonimu, który wzmacnia lub osłabia dany fakt, osobę lub pojęcie. W ten sposób autor wypowiedzi wprowadza podstawowe rozróżnienie między faktami, osobami lub pojęciami przychylnymi i nieprzychylnymi jego tezie. Na przykład w stosunku do osoby, która jest w powszechnej opinii „kłótliwa”, używa się przymiotnika „szczera” (wzmocnienie), natomiast w stosunku do osoby, która jest „oszczędna” przymiotnika „skąpa” (osłabienie). Podobnie co do faktów – zamiast „ukradł” można powiedzieć „dokonał grabieży” (wzmocnienie) natomiast zamiast „zgwałcił” – „nie zrozumiał intencji kobiety” (osłabienie). W podobny sposób uwypukla się pojęcia – „pobicie” zastępuje się „próbą morderstwa” (wzmocnienie), natomiast „lekceważenie” „otwartością” (osłabienie).
Synonimy stosowane w uwypukleniu przygotowawczym dobiera się starannie, gdyż nie mogą one wykraczać poza granice wiarygodności. Oznacza to, że słowo, którym zastępuje się dane pojęcie, musi mieć powiązanie rzeczowe i jakościowe z pojęciem wyjściowym. Nie używa się jako synonimu hiperboli, bowiem przesada w uwypukleniu przygotowawczym prowadzi do utraty wiarygodności. Natomiast używa się w uwypukleniu przygotowawczym metafor, zwłaszcza katachrezy.
Często przytaczanym w historii retoryki przykładem jest fragment mowy W obronie Marka Celiusza (Pro Caelio), w której Cyceron określił męża zdradzającego żonę „mężczyzną, który powitał inną kobietę zbyt poufale” a jego wspólniczkę „kobietą zalotną:” jeżeli ona jako wdowa żyła swobodnie, jako kobieta zalotna – rozpustnie, jako bogata – rozrzutnie, lubieżna – niczym ladacznica, to czy mogłem mężczyznę, który powitał ją zbyt poufale, uważać za cudzołóżcę?.

#### Uwypuklenie właściwe
Uwypuklenie właściwe polega na zastosowaniu opisu stopniowo wzrastającego bądź malejącego. Wraz z rozwijaniem wypowiedzi wstępny synonim, zastosowany w uwypukleniu przygotowawczym, podlega stopniowaniu gramatycznemu i merytorycznemu – aż do uzyskania stopnia najwyższego lub najniższego. W tej fazie wypowiedzi dopuszczalne jest użycie hiperboli.
Jeżeli w uwypukleniu przygotowawczym osoba będąca przedmiotem wypowiedzi została określona jako „mądry polityk”, w uwypukleniu właściwym amplifikuje się stopniowo to pojęcie do stopnia najwyższego – gramatycznie („najmądrzejszy z polityków”) oraz merytorycznie („genialny polityk”). Natomiast gdy oponent został wstępnie określony jako „polityk nierozważny”, pojęcie to amplifikuje się stopniowo także aż do stopnia najwyższego gramatycznie („najbardziej nierozważny z polityków)” i merytorycznie („głupi polityk”).
W jednym z Kazań sejmowych Piotr Skarga zastosował w formie skróconej typową amplifikację przez stopniowanie merytoryczne: Niech się ukarzą ci nieuczciwi i wszeteczni takim przykładem, którzy na sejmiki jeżdżąc zbrojno, w kościołach nie tylko po ołtarzach depcą, ale też przed ołtarzami krew rozlewają i zabijają. Innym przykładem skróconego uwypuklenia właściwego opartego na podwójnym stopniowaniu merytorycznym przeciwstawnych pojęć jest fragment kazania Henryka Jankowskiego: Każdej sile fizycznej można przeciwstawić większą siłę, każdej nowej broni wyższą technikę mordowania przeciwników. Przeciwko batalionom wystawia się pułki, przeciw pułkom – dywizje, przeciw czołgom – miny, przeciw samolotom – rakiety. Ale żaden z pocisków wystrzelonych z tych śmiercionośnych broni nie przebije puklerza prawdy, żadna z tych broni nie zwycięży oręża miłości.
Bardziej rozbudowanym i skomplikowanym przykładem jest uwypuklenie właściwe pojęcia „zaniechanie”, które amplifikował poprzez stopniowanie merytoryczne, podczas wystąpienia w kampanii prezydenckiej 2000 roku, Andrzej Olechowski: Jak wyjaśnię te zaniechania Polkom i Polakom? Jak miałbym wyjaśnić mojej babci, gorącej patriotce i założycielce wiejskiej szkoły, że w wolnej Polsce tak mało wysiłku poświęcamy nauce naszych dzieci? Co mam powiedzieć matce wiejskiego chłopca, który mimo talentu i szczerych chęci, skazany będzie na gorszą niż w mieście szkołę, a na studia jak większość jego rówieśników, prawie na pewno nie będzie mógł pójść? Jak mam wytłumaczyć mojej żonie, która tak wiele wysiłku poświęciła wykształceniu synów, wykorzystała wszystkie ku temu możliwości, że jeśli chcieliby pracować dla państwa, to o ich karierze nie zadecydują umiejętności i pracowitość, ale trafnie dobrana przynależność partyjna? Jak wyjaśnię synowej wychowanej w ufności do ludzi i zasad, że na ulicach, gospodarce i zwykłych ludzkich sprawach obowiązuje siłą, a nie racja i dobry obyczaj? Co mam odpowiedzieć młodemu człowiekowi, gdy pyta jak ma ścigać z Anglikami czy Amerykanami, skoro dostęp do internetu jest trudny i kosztowny? Jak miałbym wyjaśnić moim rodzicom, ciężko doświadczonym przez pobyt w obozie koncentracyjnym i oflagu, że polscy przywódcy rozgrywają partyjne potyczki na polu polityki zagranicznej?

### Kumulacja
Kumulacja, nagromadzenie lub stos (congeries) to amplifikacja polegająca na nagromadzeniu następujących po sobie identycznych znaczeniowo słów, zwrotów lub zdań. Wewnętrzna struktura kumulacji opiera się bądź na nieuporządkowanym następstwie słów, zwrotów lub zdań, bądź też na uporządkowanym według intensywności znaczeniowej następstwie słów, zwrotów lub zdań. Występujące w kumulacji słowa, zwroty lub zdania są tożsame co do sensu, choć różnobrzmiące.
W przeciwieństwie do uwypuklenia kumulacja nie polega na stopniowaniu pojedynczego synonimu, ale na intensyfikacji faktu, osoby lub pojęcia poprzez synonimiczne rozwinięcie w wypowiedzi danego faktu, osoby lub pojęcia. Często podawanym, klasycznym przykładem jest amplifikacja z mowy W obronie Kwintusa Ligariusza (Pro Ligario) Cycerona: Powiedz Tubernonie, co czynił dobyty twój miecz w bitwie farsalskiej? Co oznaczała twoja walka? Co myślałeś? Kogo twoje oczy i twoje ręce szukały w boju? Na kogo się zawziąłeś? Kogo pożądałeś? Czego sobie życzyłeś?. Bardziej rozbudowanym przykładem jest fragment mowy Józefa Piłsudskiego przy sprowadzeniu prochów Juliusza Słowackiego na Wawel: Gdy teraz patrząc na tę trumnę wiem, tak jak wszyscy zebrani, że Słowacki idzie, to wiem, że idzie tam gdzie głazy na naszym gościńcu stoją, świadcząc nieledwie przez imiona z naszej przeszłości. Idzie między Władysławy i Zygmunty, idzie między Jany i Bolesławy. Idzie nie z imieniem, lecz z nazwiskiem, świadcząc także o wielkości pracy i wielkości ducha Polski. Idzie by przedłużyć swe życie, by być nie tylko z naszym pokoleniem, lecz i z tymi, którzy nadejdą. Idzie, jako Król Duch.
Według Kwintyliana: Ta postać amplifikacji zawiera zazwyczaj także element wzrostu, a to dlatego, że każde użyte w niej wyrażenie jest mocniejsze od poprzedniego. „Był tam obecny odźwierny więzienia, kat pretora, morderca i postrach sprzymierzeńców i obywateli, liktor Sekstiusz”. Takie same są sposoby pomniejszania; bo tyle samo jest stopni do wchodzenia, co i do schodzenia. I dlatego poprzestanę tu na jednym tylko przykładzie, jest nim miejsce, gdzie Cyceron tak mówi o wystąpieniu Rullusa: „Tylko kilku tych, co stali najbliżej niego przypuszczało, że chciał on coś powiedzieć o ustawie rolnej”.
W XX wieku kumulacja stała się jedną z najczęściej używanych w debacie publicznej technik amplifikacyjnych. Krótkim tego przykładem jest początek wstępu do mowy prezydenta Franklina Delano Roosevelta, wygłoszonej po ataku na Pearl Harbor. Celem tej wypowiedzi było przekonanie Kongresu Stanów Zjednoczonych do podjęcia decyzji o przystąpieniu do wojny: Wczoraj, 7 grudnia 1941 roku – w dniu hańby – Stany Zjednoczone Ameryki zostały w niesprowokowanym i tchórzliwym ataku z premedytacją napadnięte przez morskie i lotnicze siły Cesarstwa Japonii. Zdanie to, które mogło brzmieć Wczoraj Japonia zaatakowała Stany Zjednoczone, zostało amplifikowane poprzez kilkukrotne zastosowanie kumulacji. Otwierająca całą mowę kumulacja polega na trzykrotnym przywołaniu czasu, w którym nastąpił atak. Zastosowane przez Roosevelta amplifikacje wyolbrzymiały tezę, że Stany Zjednoczone stały się ofiarą wojny, w której muszą wziąć udział. Podobne kumulacje zastosował Winston Churchill w wypowiedzi z 4 czerwca 1940 roku: Trwać będziemy do samego końca. Bić się będziemy we Francji, na morzach i oceanach. Bić się będziemy z coraz większą ufnością i z coraz większą siłą w przestworzach. Bronić będziemy naszej wyspy bez względu na cenę. Bić się będziemy na plażach, bić się będziemy na lądowiskach, bić się będziemy na polach i na ulicach, bić się będziemy wśród wzgórz. I nigdy się nie poddamy.

### Porównanie
Porównanie, amplifikacja przez przykład lub amplifikacja przez indukcję (comparatio) to amplifikacja faktów, osób lub pojęć, które są przedmiotem wypowiedzi, poprzez ich porównanie z faktami, pojęciami czy osobami, które nie są przedmiotem wypowiedzi.
Amplifikacja z porównania posługuje się indukcją z exemplum, różni się jednak od exemplum tym, że nie jest wykorzystywana jako argument, lecz wyłącznie jako sposób powiększania. Amplifikacja taka opiera się na wspomnieniu lub przypomnieniu wydarzeń, osób albo pojęć – rzeczywistych lub fikcyjnych. Może mieć formę exemplum podobnego, niepodobnego lub przeciwstawnego.
Arystoteles twierdził: należy na przykład sięgać do porównań z ludźmi wybitnymi. Służy to bowiem amplifikacji i uwydatnia piękno, jeżeli wyróżniają się oni wśród szlachetnych. (...) Chwaloną osobę należy porównać, jeżeli już nie z najwybitniejszymi, to przynajmniej z ogółem ludzi, bo wywyższenie pozwala odsłonić jej zalety etyczne. (...) Możemy na przykład powiedzieć, że jest to „jedyny”, „pierwszy”, „jeden z nielicznych”, który tego dokonał, lub że dokonał tego „lepiej niż ktokolwiek dotąd”. Analogiczne, chociaż przeciwstawne porównania, Arystoteles radził używać w stosunku do osoby ganionej.

### Domniemanie
Domniemanie, rozumowanie lub wnioskowanie (ractocinatio) to amplifikacja przez koniekturę, czyli wniosek wyprowadzony z przypuszczenia lub hipotezy. W domniemaniu wyolbrzymiane są okoliczności sprawy, nie zaś same fakty, osoby czy pojęcia będące przedmiotem wypowiedzi. Sprzyjająca celowi wypowiedzi amplifikacja nie jest więc w tej technice bezpośrednia, lecz jedynie sugerowana odbiorcom. Jak stwierdził Kwintylian: Ta forma amplifikacji wywołuje skutek w innym miejscu, niż tam, gdzie jest aktualnie zastosowana. Jedna rzecz zostaje wyolbrzymiona, w innej zaś objawia się efekt amplifikacji; do rzeczy, którą chcemy podkreślić, dochodzi się drogą rozumowania.
W domniemaniu amplifikowane są np. niezamierzone następstwa, przygotowania do działania, pochwały przeciwnika, ofiary poniesione w jakiejś sprawie, rozmiary i moc artefaktów, niedokonane, ale możliwe czyny itp. Typowym przykładem jest amplifikowanie do wypowiedzi wyborczej polityka rządzącej partii długiego opisu dobrobytu kraju i jego mieszkańców. W podręcznikach retoryki najczęściej podawano przykład amplifikacji, przedstawiającej wiele faktów świadczących o odwadze i męstwie Galów, która pośrednio wyolbrzymiała niezwykłą rolę, jaką odegrał Juliusz Cezar.